# Zhang Liao
Zhang Liao (169 – 222) è stato un ufficiale cinese Wei che prima combatté diverse battaglie sotto Lü Bu e, dopo la sua morte, servì sotto Cáo Cāo.
Durante la difesa di He Fei riuscì a respingere oltre 10.000 uomini Wu con soli 800 uomini. La leggenda vuole che fosse tanto temuto che i bambini smettevano di piangere al suo apparire. Venne promosso Capo dei Cinque Generali Wei.